# Ricania quinquefasciata
Ricania quinquefasciata är en insektsart som beskrevs av Stsl 1866. Ricania quinquefasciata ingår i släktet Ricania och familjen Ricaniidae. Inga underarter finns listade i Catalogue of Life.